# The Common Linnets

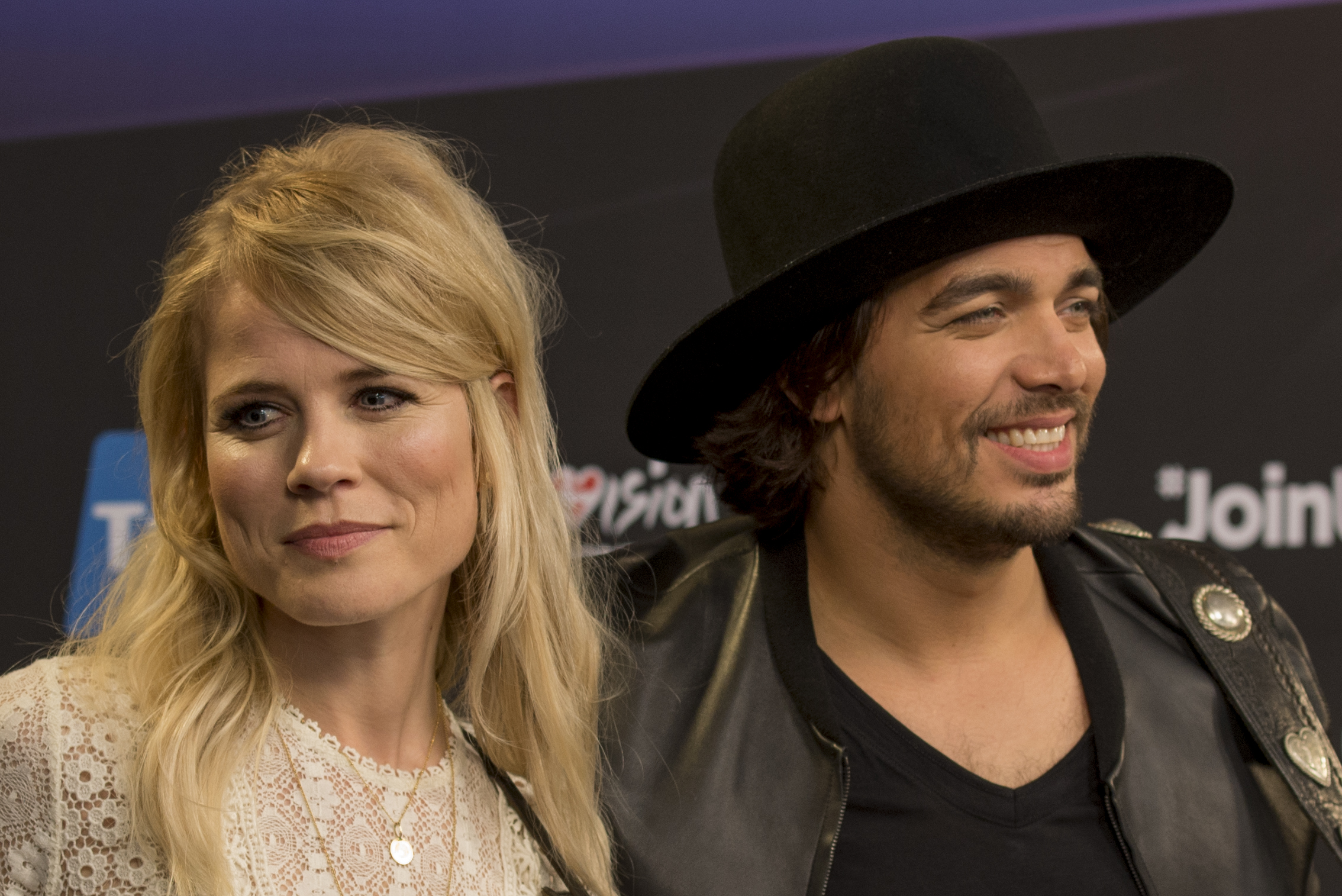
The Common Linnets en avril 2014.

 (mai 2019).
The Common Linnets (en français les linottes mélodieuses) est un groupe de musique néerlandais composé d'Ilse DeLange et Waylon créé en novembre 2013.

## Avant la formation du groupe
Ilse et Waylon avaient déjà travaillé ensemble, notamment lors d'un concert en 2012, où ils ont repris ensemble la chanson Need you now de Lady Antebellum.

## À l'Eurovision
Le groupe a été formé dans le but de participer au Concours Eurovision de la chanson 2014 à Copenhague au Danemark. Ils ont été choisis par sélection interne pour représenter les Pays-Bas. Ils défendirent les couleurs de leur pays avec la chanson Calm After the Storm et terminèrent 2e au classement du Concours avec un total de 238 points, ce qui, jusqu'à la victoire de Duncan Laurence en 2019, constituait le meilleur placement des Pays-Bas depuis leur victoire de 1975.

## Discographie

### Albums
| Titre              | Détails                                                                                | Classement | Certifications |
| Titre              | Détails                                                                                | NL         | Certifications |
| ------------------ | -------------------------------------------------------------------------------------- | ---------- | -------------- |
| The Common Linnets | - Sortie: 9 mai 2014 - Label: Firefly/Universal Music Group - Format: Digital download | 1          | - NL: Or       |

### Singles
| Titre                  | Année | Classement | Classement | Classement | Classement | Classement | Classement | Certifications | Album              |
| Titre                  | Année | NL         | BEL (Vl)   | BEL (Wa)   | IRE        | UK         | SWI        | Certifications | Album              |
| ---------------------- | ----- | ---------- | ---------- | ---------- | ---------- | ---------- | ---------- | -------------- | ------------------ |
| "Calm After the Storm" | 2014  | 1          | 15         | 43         | 50         | 95         | 71         | - NL: Gold     | The Common Linnets |